# Władysław II. Jagiełło

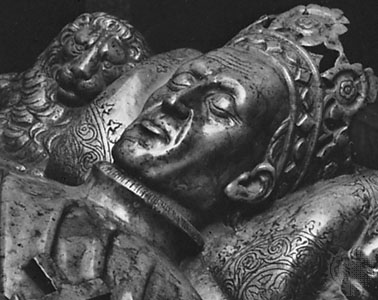
Sarkophagportrait

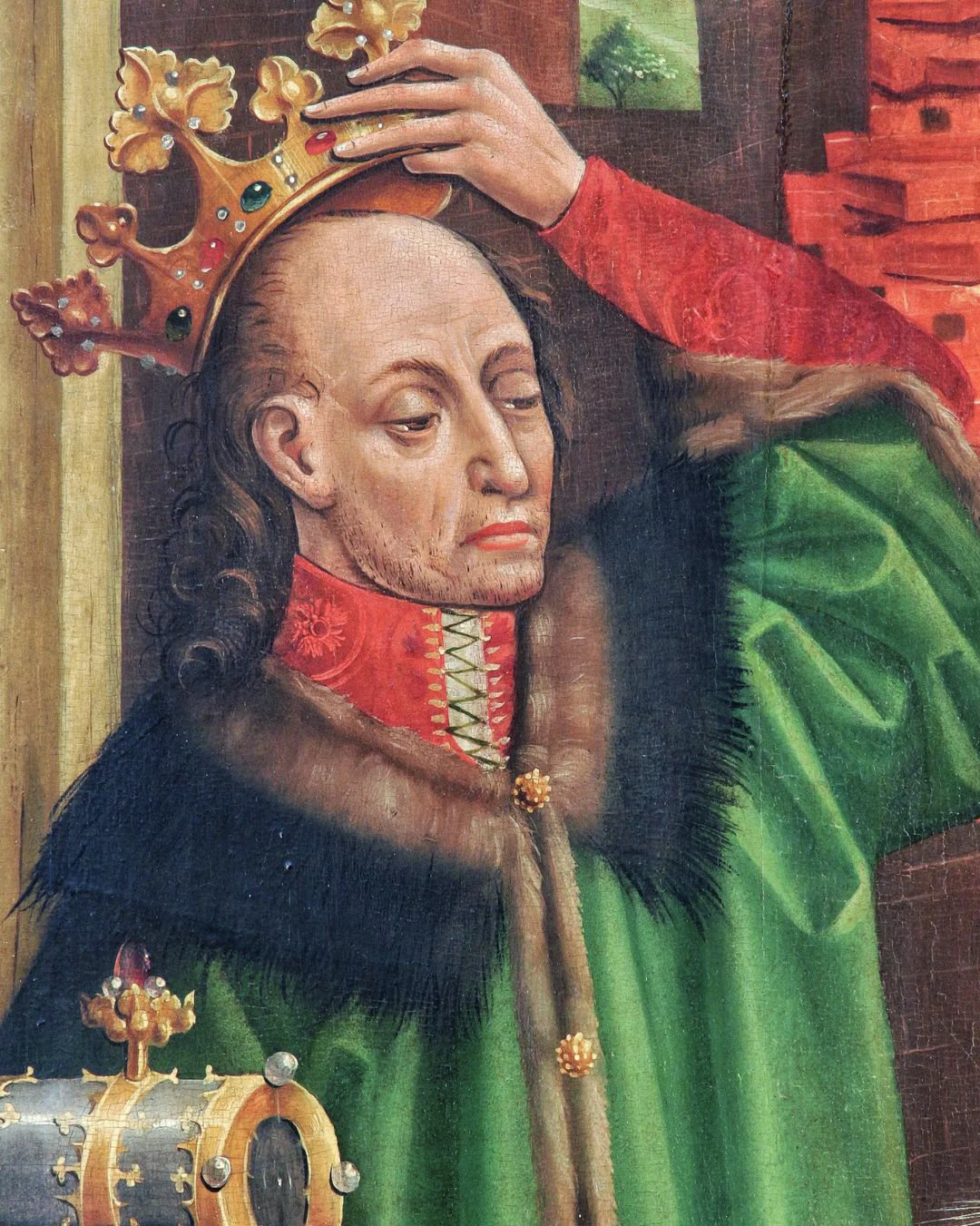
Władysław II. Jagiełło (Posthumes Gemälde um 1475–1480)

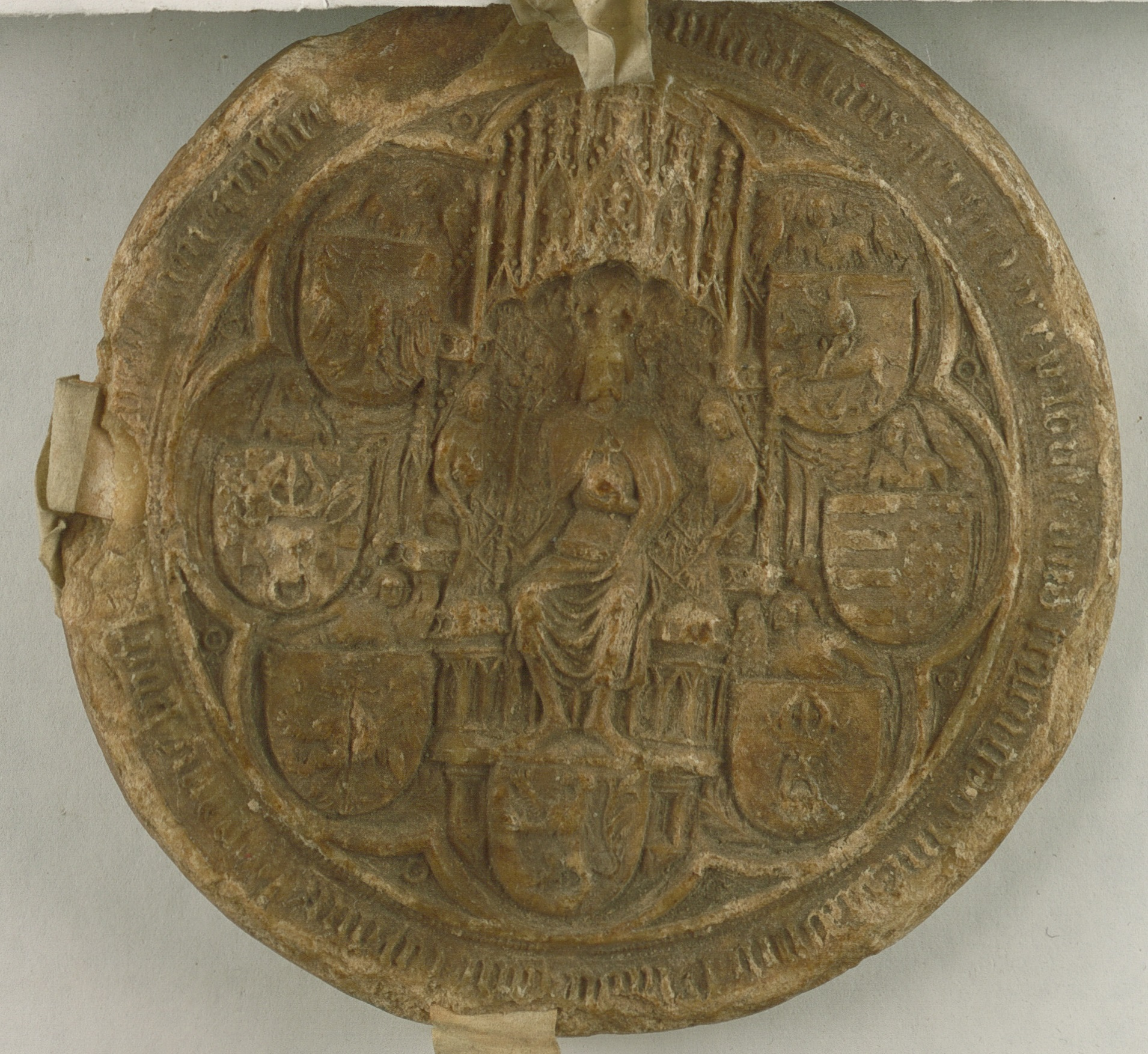
Königliches Siegel Władysławs II. (1411)

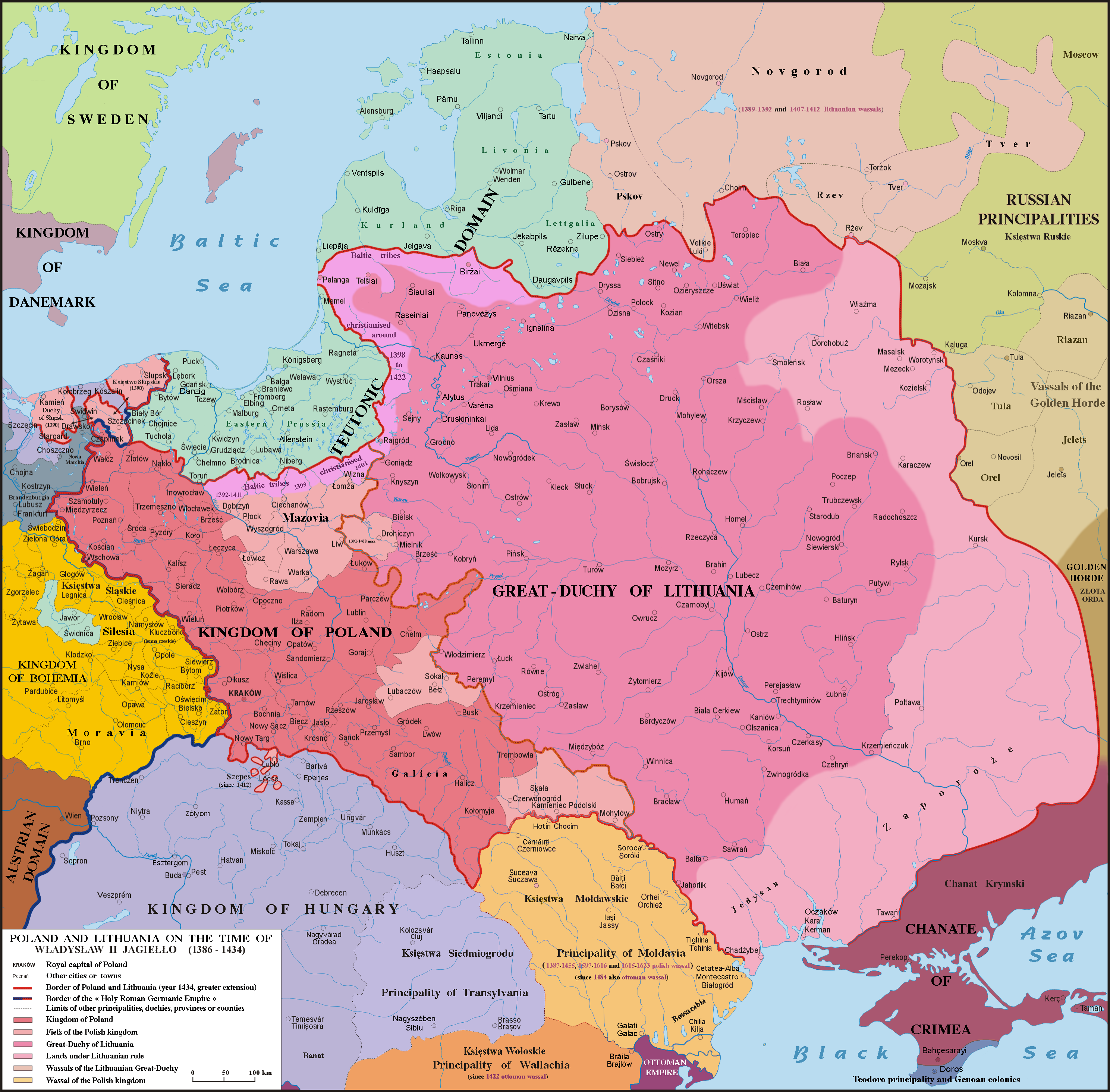
Die Einflusszone von Jogaila in seiner Eigenschaft als Großfürst von Litauen und König von Polen 1386–1434

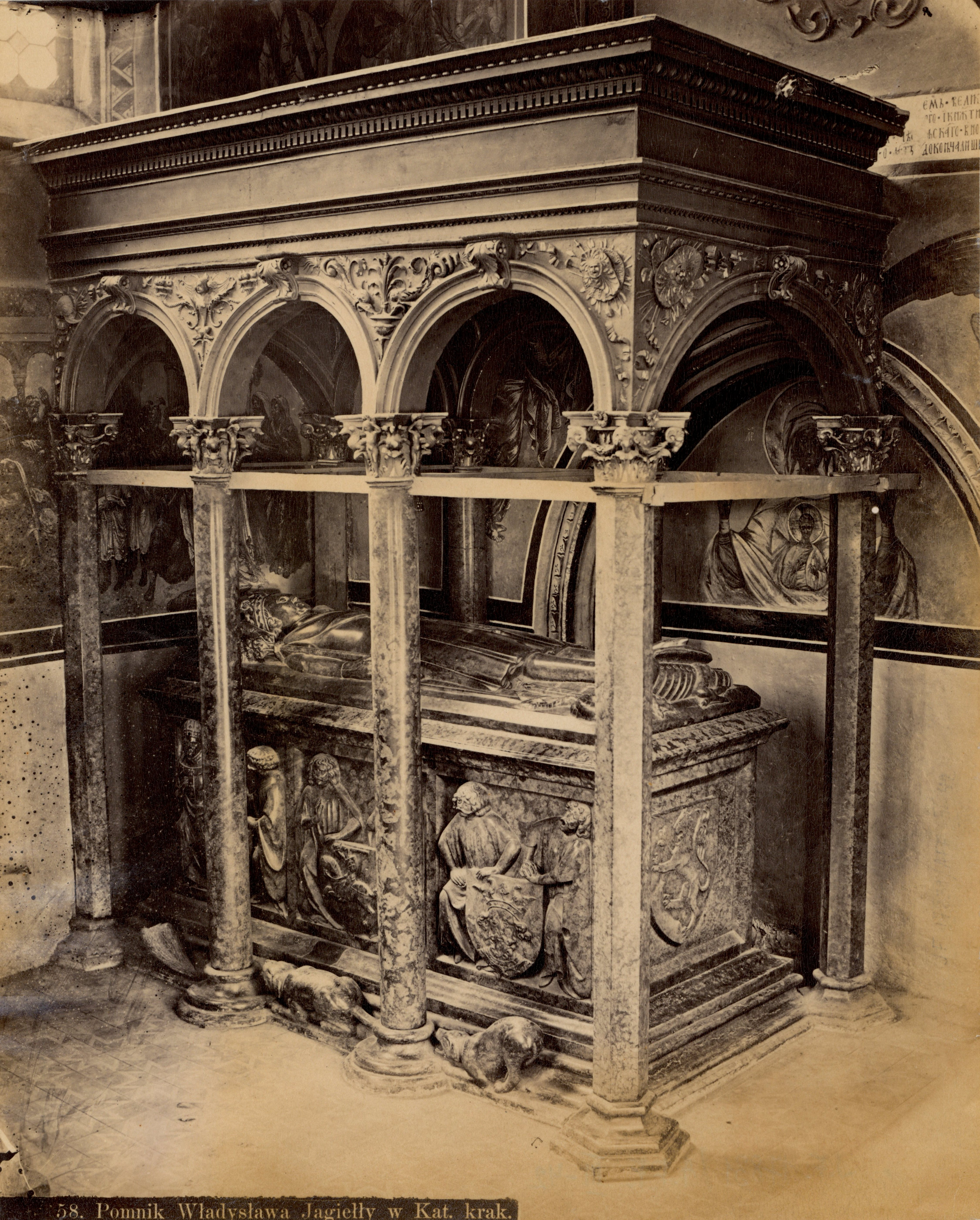
Hochgrab

Jogaila (* vor 1362; † 1. Juni 1434 in Gródek) war von 1377 bis 1381, und erneut von 1382 bis 1401 Großfürst von Litauen. Nach seiner Taufe und der Eheschließung mit der polnischen Königin Hedwig von Anjou (polnisch Jadwiga Andegaweńska) wurde er am 4. März 1386 in Krakau als Władysław II. Jagiełło zum König von Polen gekrönt und regierte in Personalunion gemeinsam mit seiner Gemahlin bis zu deren Ableben am 17. Juli 1399 und anschließend bis zu seinem Tod alleine über Polen. Die geschlossene Ehe zwischen Jogaila und Hedwig begründete die Union von Krewo, aus dieser bildete sich 1569 der Staat Polen-Litauen. Jogaila war Befehlshaber, zusammen mit Vytautas, in der Schlacht bei Tannenberg (1410). In dieser fügten sie dem Heer des Deutschen Ordens eine empfindliche Niederlage zu, was den Beginn des Niedergangs der Ordensherrschaft in Preußen einleitete, sowie den Aufstieg der Polnisch-Litauischen Union zur europäischen Großmacht.

## Leben
Jogaila war der Sohn des Großfürsten Algirdas († 1377) und dessen zweiter Ehefrau Uljana von Twer. Sein Vater hatte sich als Großfürst mit seinem Bruder Kęstutis (polnisch Kiejstut) die Regierung geteilt. Unter seinem (heidnischen) Namen Jogaila wurde er im Mai 1377 Nachfolger seines Vaters. Jogaila überwarf sich nach 1379 mit seinem Onkel Kęstutis, was in einem bewaffneten Konflikt mündete. Er schloss im Mai 1380 mit dem Deutschen Orden, dem langjährigen Kriegsgegner der Litauer, den geheimen Vertrag von Daudisken, der einen gegen Kęstutis gerichteten Nichtangriffspakt darstellte. Daraufhin wurde er 1381 gefangen genommen und abgesetzt. Er kam wieder frei und konnte 1382 seinen Onkel seinerseits bei einem persönlichen Treffen gefangen nehmen. Kęstutis wurde im Gefängnis getötet, während seinem Sohn Vytautas die Flucht gelang.
1384 einigte sich Jogaila mit Vytautas und konnte sich um die Hand der jungen Königin Jadwiga (deutsch Hedwig) von Polen und damit auch um die polnische Krone bewerben. Hedwig war zum Zeitpunkt ihrer Krönung mit Wilhelm von Habsburg verlobt, die Verlobung wurde jedoch auf Druck des polnischen Adels aufgelöst. Der polnische Adel betrachtete ein Bündnis mit Litauen als wichtiger, insbesondere um gemeinsam gegen den Deutschen Orden vorgehen zu können. Für Hedwigs Hand musste er sich taufen lassen, die nicht-christliche Bevölkerung Litauens zum Katholizismus konvertieren, alle seine polnischen Sklaven freilassen und eine permanente Union zwischen dem Königreich Polen und dem Großfürstentum versprechen. Das Großfürstentum Litauen war zu dem Zeitpunkt der letzte große vorchristliche Staat in Europa; Jogaila erkannte, dass mittelfristig entweder eine Konversion auf polnischen Druck oder durch militärischen Zwang des Deutschen Ordens erfolgen würde. Daher akzeptierte er diese Bedingungen und ließ sich auf den Namen Władysław taufen. Er heiratete Hedwig am 18. Februar 1386 und am 4. März 1386 wurde Jogaila in Krakau als Władysław II. Jagiełło (anhörenⓘ) zum König gekrönt und damit seiner Gattin rechtlich gleichgestellt. In der Folge musste er allerdings die Macht in Litauen teilweise an Vytautas abgeben, wobei Vytautas zugutekam, dass insbesondere die orthodoxe belarussische Bevölkerung die Annahme des katholischen Glaubens durch Jogaila im Zuge seiner Königswahl ablehnte.
Ungeachtet dieser familiären Rivalität entstand die polnisch-litauische Union, da auch Vytautas ihre Vorteile erkannte und sie im Vertrag von Horodło am Bug im Oktober 1413 akzeptierte. In Zukunft sollten die Großfürsten von Litauen und die Könige von Polen nur mit Zustimmung beider Unionspartner gewählt werden. Der litauische Adel wurde in den polnischen Adel aufgenommen und schickte seine Söhne zur Ausbildung dorthin. In Litauen begann sich die polnische Kultur zu verbreiten.
Man betrieb eine gemeinsame Außenpolitik, die beachtliche Erfolge erzielte. Sie richtete sich in erster Linie gegen den Deutschen Orden und gipfelte in der Schlacht bei Tannenberg 1410, deren siegreicher Ausgang Jogailas taktischem Geschick und Vytautas’ Mut zugeschrieben wird. Der Orden verlor den Nimbus der Unbesiegbarkeit, konnte sich jedoch noch einige Zeit halten. Erst 1422 kam es im Friede vom Melnosee zu einer dauerhaften Regelung.
In der Folge versuchte besonders der spätere deutsche Kaiser Sigismund die polnisch-litauische Union zu spalten, woraufhin 1423 und 1429 zwei große Fürstentreffen stattfanden. Sigismund versprach Vytautas sogar die Königskrone, was in Polen auf heftigen Widerspruch stieß.
Im Jahr 1430 erreichte Władysław II. Jagiełło die Anerkennung seiner Söhne aus einer späteren Ehe (Jadwiga war bereits 1399 kinderlos gestorben) als seine Nachfolger auf dem polnischen Thron. Im Privileg von Jedlno gewährte der König dem Adel Mitsprache bei der Steuerfestsetzung und die Zusicherung, ausschließlich aufgrund eines ordentlichen Gerichtsverfahrens und -urteils bestraft zu werden. Nach dem Tod von Vytautas 1430 setzte Jogaila in Litauen seinen jüngsten Bruder Švitrigaila als den neuen Großfürsten ein. Da dieser sich jedoch gegen die polnisch-litauische Union aussprach und die Rückgabe von Vytautas’ persönlichen Lehen verweigerte, geriet er in Konflikt mit dem König. Nach einer kriegerischen Auseinandersetzung wurde Švitrigaila durch Vytautas’ Bruder Zygimantas ersetzt und die Union erneuert.
Die sterblichen Überreste des Königs wurden in der Wawel-Kathedrale zu Krakau beigesetzt, wo das Grabmal von König Władysław II. Jagiełło an ihn erinnert.

## Ehen und Nachkommen
In der 1386 geschlossenen Ehe mit Königin Jadwiga wurde nur eine Tochter geboren, die jedoch kurz nach der Geburt starb. Die Mutter verstarb im Wochenbett.
Zum zweiten Mal vermählte sich Władysław II. Jagiełło 1402 mit Anna von Cilli, mit der er eine Tochter Hedwig Jagiellonica (1408–1431) hatte.
Seine dritte Ehe mit Elisabeth von Pilitza blieb kinderlos.
Aus der vierten, 1422 geschlossenen Ehe mit Sophie Holszańska gingen drei Söhne hervor:
- Władysław III. von Warna (1424–1444), ab 1434 König von Polen, ab 1440 König von Ungarn
- Kazimierz († als Kleinkind)
- Kasimir IV. Andreas (1427–1492), ab 1444 Großfürst von Litauen, ab 1447 König von Polen